# Bleekkopstruikgors
De bleekkopstruikgors (Atlapetes pallidiceps) is een zangvogel uit de familie Amerikaanse gorzen. Het is een struikgors die aanvankelijk dreigde uit te sterven, maar dankzij beschermingsmaatregelen mogelijk kan overleven.

## Herkenning
De vogel is gemiddeld 16 cm lang. Het is een overwegend witachtige gors met een donker bevederde rug, vleugels en staart. De snavel is betrekkelijk lang en puntig. Mannetje en vrouwtje verschillen onderling niet, onvolwassen vogels zijn wat meer bruin op de kop, buik en borst.

## Verspreiding en leefgebied
Deze soort is endemisch in zuidwestelijk Ecuador. Het leefgebied is zeer beperkt in oppervlakte en bestaat uit hellingen in droog bergland tussen de 1650 en 2100 m boven de zeespiegel. Daar leeft de vogel in terrein met grasland, struikgewas, plaatselijk bomen en dicht begroeide ravijnen.

## Status
De vogel wordt bedreigd door overbegrazing en de toename van de glanskoevogel (Molothrus bonariensis) een broedparasiet. Dankzij beschermingsmaatregelen zoals de aankoop van leefgebied dat tegen begrazing wordt gerasterd en dankzij bestrijding van de koevogels, nam de populatie weer iets toe. Volgens een schatting uit 2009 waren er totaal 340 individuen (226 volwassen individuen) en nam het aantal verder toe. Omdat deze populatie geheel afhankelijk is van de handhaving van deze beschermingsmaatregelen, blijft het een bedreigde soort en staat daarom als zodanig op de Rode Lijst van de IUCN.